# Малък червеноног водобегач
Малкият червеноног водобегач (Tringa totanus) е птица от семейство Бекасови (Scolopacidae). Среща се и в България.

## Галерия
- Зимно оперение, Сингапур
- В полет, Италия
- Две птици на каменна колона, Исландия
- Препарирани яйца, Германия